# Aham (Eiselfing)
Aham ist ein Ort und eine Gemarkung in der Gemeinde Eiselfing im oberbayerischen Landkreis Rosenheim.

## Geographie
Das Kirchdorf liegt an der Murn, einem rechten Nebenfluss des Inns, im nördlichen Landkreis Rosenheim. Der Ort wird zum Chiemgau sowie zum Alpenvorland gerechnet.

## Geschichte

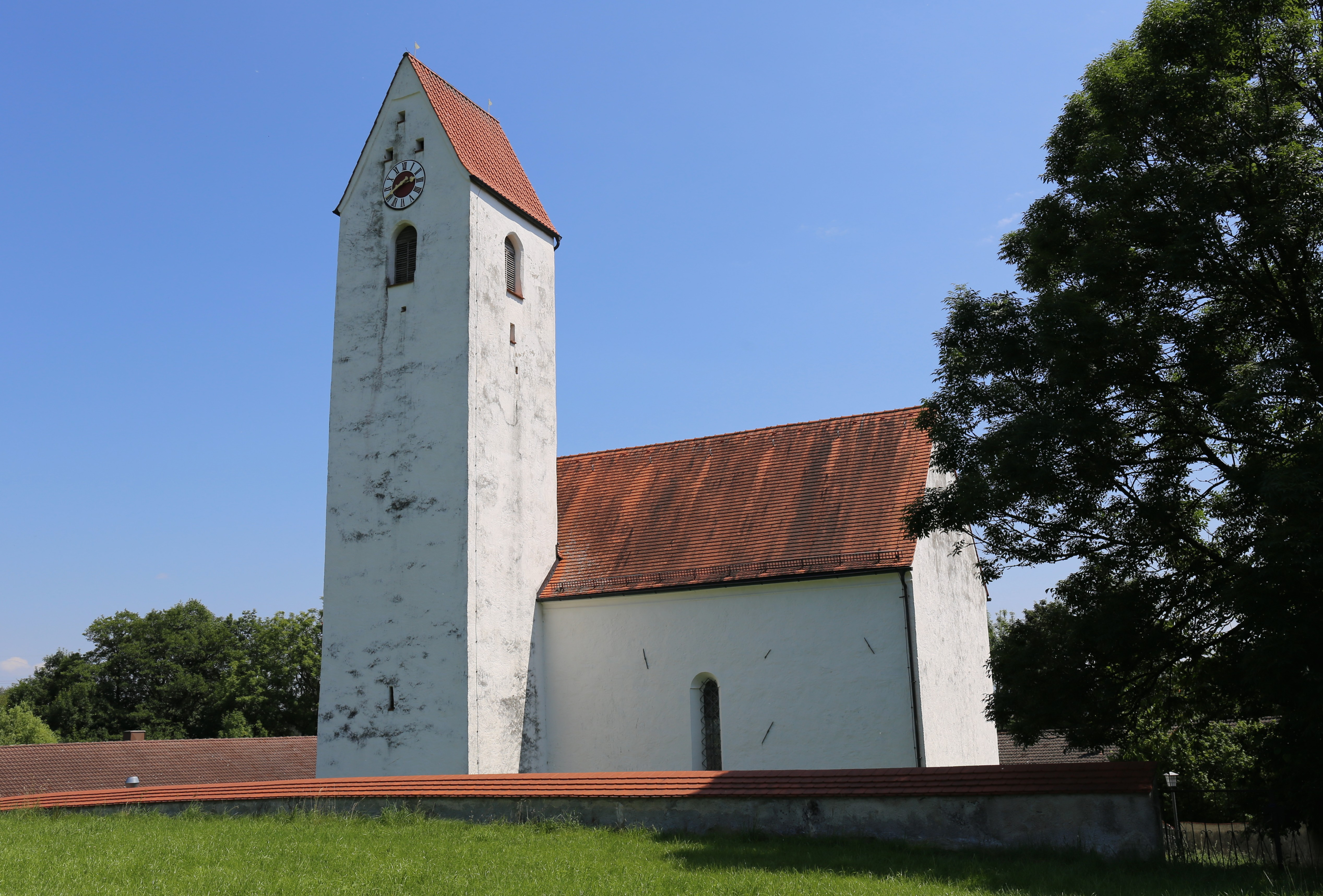
Die Kirche Hl. Kreuz in Aham

Die Filialkirche Heilig Kreuz in Aham ist ein spätgotischer Saalbau mit durch Chorbogen abgesetztem Altarraum und Nordturm mit Satteldach, der 1737 barockisiert wurde. Die 1818 gegründete Gemeinde Aham entstand durch das bayerische Gemeindeedikt und war Teil des Landgerichts und späteren Landkreises Wasserburg am Inn. Die Gemeinde Eiselfing entstand im Zuge der Gebietsreform in Bayern am 1. April 1971 durch die Zusammenlegung der Gemeinden Aham, Bachmehring, Freiham und Schönberg. Kircheiselfing war bis dahin der Hauptort der Gemeinde Bachmehring. Seit der Auflösung des Landkreises Wasserburg am Inn am 1. Juni 1972 gehört die Gemeinde Eiselfing zum Landkreis Rosenheim.